# ریوتو اوتاکه
ریوتو اوتاکه (انگلیسی: Ryuto Otake؛ زادهٔ ۲۹ ژوئن ۱۹۸۸) بازیکن فوتبال اهل ژاپن است.